# Conus hopwoodi
Conus hopwoodi е вид охлюв от семейство Conidae. Видът не е застрашен от изчезване.

## Разпространение и местообитание
Разпространен е в Австралия (Куинсланд), Виетнам, Камбоджа, Малайзия (Сабах), Папуа Нова Гвинея, Соломонови острови и Филипини.
Обитава крайбрежията и пясъчните дъна на морета.